# منزل شهريار فريبرز
منزل شهريار فريبرز (بالفارسية: خانه شهریار فریبرز) هو منزل تاريخي يعود إلى عصر دولة بهلوية، ويقع في طهران.